# Шато-Руж (станция метро)
«Шато-Руж» (фр. Château Rouge) — станция линии 4 Парижского метрополитена, расположенная в XVIII округе Парижа. Названа по площади и кварталу Шато-Руж, получившим своё имя от замка, построенного в 1760 году из красного кирпича и снесённого в 1875. Поблизости расположены микрорайон Гут д'Ор, известный в Париже как «маленькая Африка» из-за большого количества выходцев из Западной и Северной Африки, и уличный рынок Рю Дежан (англ. Rue Dejean).
С конца 2000-х годов площадь Шато-Руж известна многочисленными карманными кражами и торговлей краденым, особенно мобильными телефонами, украденными у неосведомлённых туристов в районе Сакре-Кёр и бульвара Барбес. На станции установлены автоматические платформенные ворота.

## История
- Станция открыта 21 апреля 1908 года в составе первого пускового участка линии 4 Шатле — Порт де Клиньянкур.
- С 20 мая 2016 года по 31 июля 2017 года станция закрыта для проведения работ по реновации.
- Пассажиропоток по станции по входу в 2011 году, по данным RATP, составил 6 798 017 человек. В 2012 году этот показатель вырос до 6 914 813 пассажиров[5], а в 2013 году снизился до 6 874 733 человек (46-е место по уровню входного пассажиропотока в Парижском метро)[6].

## Описание
На станции есть два входа: главный, обращённый к площади Шато-Руж, и второй, обращённый к бульвару Барбес, состоящий из одного эскалатора и используемый только для выхода пассажиров.